# 스에모리성

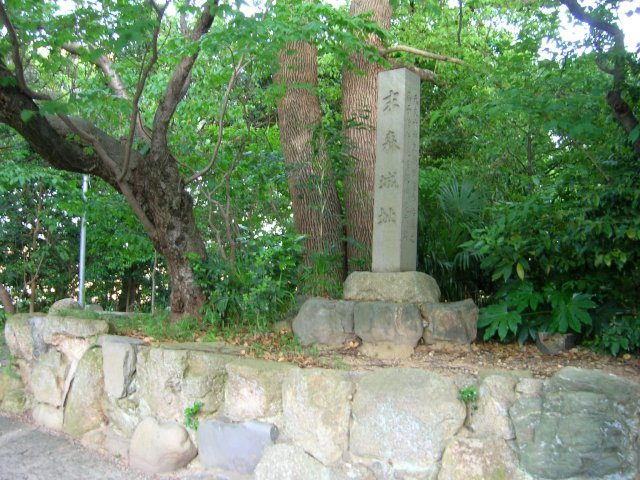
성터 비

스에모리성(일본어: 末森城 스에모리조[*])은 아이치현 나고야시 지쿠사구 시로야마 정에 있었던 평산성이다. 한자만 다른 스에모리 성(末盛城)으로 적기도 했다.

## 개요
스에모리 성은 히가시야마 산 구릉지 말단에 위치한 높에 43m 언덕에 축성되었던 평산성이다. 동서로는 약 200m, 남북으로는 약 160m 규모로 주위는 2중의 해자로 둘렀다. 그중 성 안쪽에 위치한 해자는〈초승달 해자(三日月堀)〉로 불리는 반월형의 해자로 그 앞쪽에는 우마다시가 설치된 것으로 보인다. 하지만, 유감스럽게도 현존해 있지는 않다. 현재 성의 흔적을 알 수 있는 것은 깊이 7m 정도의 빈 해자 터 정도이다.
성의 혼마루 터에는 시로야마하치만 궁의 신사가 자리잡고 있으며, 니노마루 터에는 아이치현에서 건설했던 옛 쇼와주쿠도(昭和塾堂)가 지어져 있다. 현재 이 건물은 시로야마하치만 궁에 매각되어 아이치가쿠인 대학의 대학원 연구소로 사용되고 있다. 또, 신사 경내에는 스에모리 성터 비가 세워져있다.

## 역사
센고쿠 시대
1548년 오다 노부히데가 오와리 국 아이치군 나루미 장원 스에모리 촌에 성을 축성한 것이 그 시작이다. 미카와 국의 마쓰다이라 가문과 스루가 국의 이마가와 가문 등의 침입을 방비하기 위해 쌓은 것으로 동생 오다 노부미쓰가 지키는 모리야마 성과 연계하기 위한 것이었다. 성은 아들 오다 노부카쓰(오다 노부나가의 동생)에게 주고, 자신은 후루와타리 성에서 기거했다. 1551년 오다 노부히데는 스에모리 성에서 죽었다고 한다.
1556년 오다 노부카쓰는 하야시 히데사다, 시바타 가쓰이에와 함께 오다 노부나가에 반기를 들어 전투를 벌여 보지만, 이 이노 전투에서 패배로 노부나가와 화친을 하게 된다. 1557년 노부카쓰는 다시금 반기를 획책하지만, 노부나가와 내통하고 있던 시바타 가쓰이에의 밀고로, 노부카쓰는 기요스성에서 모살된다.
이후, 스에모리 성은 방치되어 폐성되었고, 성의 북서쪽 산기슭에는 오다 노부히데의 영묘가 있었지만, 현재는 같은 지구사 구에 있는 도간지(桃巌寺)에 아들 오다 노부카쓰와 함께 공양되고 있다.

## 관광
교통
- 나고야 시영 지하철 가쿠오잔 역에서 하차, 도보로 15분소요.

주변 문화시설 및 관광명소
- 시로야마 공원 - 스에모리 성터
  - 시로야마하치만 궁
- 히가시야마 급수탑
- 요키소 - 일본 정원

## 같이 보기
- 오다 노부히데
- 오다 노부카쓰
- 이노 전투